# Carolina resolutio
A Carolina resolutio III. Károly király által 1731. március 21-én kiadott határozat a protestáns egyházi viszonyok és vallásgyakorlás szabályozására.

## Főbb intézkedések
- A földesúri jog a hit dolgaiban is épségben tartandó.
- Az evangélikus lelkészeknek csakis az artikuláris helyeken szabad hivatalos funkciókat végezni; nem artikuláris helyeken plébánosok végzik az egyházi funkciókat, a szokott stóla mellett.
- A házassági ügyek a katolikus püspökök hatósága alá tartoznak és a vegyes házasságok katolikus papok előtt kötendők.
- Az evangélikusok szuperintendenseket választhatnak a király előzetes engedélyével; a szuperintendensek hatósága azonban a felügyeletük alá helyezett lelkészeknek csupán erkölcsi életére terjed ki, mert az evangélikus lelkészek világi ügyekben a polgári hatóság, keresztelés dolgában a katolikus esperesek felügyelete alá tartoznak.
- A katolikus hitről az evangelikusra térőknek büntetés jár.
- A katolikus ünnepeket külsőleg mindenki megtartsa s minden céh részt vegyen a katolikus egyházi körmenetekben; hivatalnokok dekretális esküt tegyenek  Szűz Máriára és a szentekre (expressis verbis Deipare Virginis ac Sanctorum).
- Kis iskolákat tarthatnak ugyan az evangélikusok, de a felsőbb tanintézetek felállításához királyi engedély szükséges, melynek megadása főleg a megkívántató vagyoni alap kimutatásától függ.
- A rendelet áthágóit fiskális akcióval fenyegetik; akik személyükben sértve érzik magukat, a maguk nevében (nem közös név alatt) ő felségéhez folyamodhatnak.

## Fogadtatása
A katolikus klérus egy része úgy tekintette a rendeletet, mint amely fölöttébb engedékeny a protestánsokkal szemben. Michael Friedrich von Althann (Althann Mihály Frigyes) bíboros, váci püspök Pest vármegye gyűlésén kijelentette, hogy a rendelet tartalma a katolikus hittel, az isteni tisztelettel, a lelkek üdvével, s az apostoli szék tekintelyével homlokegyenest ellenkezik, minélfogva érvénytelennek tekinti, fellebbezve a pápához, aki a vallásügyekben az egyetlen bíró. Emiatt az angol, porosz, svéd és dán protestáns hatalmak nyomására III. Károly király Althant Bécsbe idézte, de az nem jelent meg. Tiltakozását azzal küldték vissza Pest vármegyéhez, hogy nyilvános gyűlésen szaggattassa szét, a püspök egyházi javait pedig vesse zár alá. Mindez megtörtént, a váci püspök pedig csak egy év múlva nyerhette vissza lefoglalt javait.
A rendelet intézkedései közül a szuperintendensekre vonatkozó rész valósult meg legteljesebben: négy-négy szuperintendencia alakult, bár a számarány szerint a reformátusokat több illette volna meg, mert az ágostai hitvallású evangélikus gyülekezetek száma akkoriban mindössze csak 205 volt. Legelőször, 1735-ben, a bányai ágostai hitvallású evangélikus egyházkerület választotta meg szuperintendensét.